# 52260 Ureshino
52260 Ureshino è un asteroide della fascia principale. Scoperto nel 1982, presenta un'orbita caratterizzata da un semiasse maggiore pari a 2,3952638 au e da un'eccentricità di 0,2207053, inclinata di 24,90776° rispetto all'eclittica.
L'asteroide è dedicato all'omonima città giapponese.